# Lich king
Lich King es una banda de Thrash Metal estadounidense, formada en 2004 en Amherst, Massachusetts. autoproclamados creadores del new old-school thrash metal con influencia en Exodus, Vio-Lence, S.O.D., Slayer y otras bandas de thrash metal de los ochenta y parte de los noventa.
Dicen que el sonido del Thrash Metal en los ochenta era perfecto, y ellos no tratan de mezclar o añadir nada al sonido crudo del thrash metal. Solo vinieron a hacer riffs y canciones como los viejos maestros alguna vez lo hicieron.
Sus letras se basan en meta comentarios, filosofía, humor, y palizas al propio estilo del thrash metal de los ochenta.

## Historia
Lich King es una banda de Amherst, Massachusetts, Estados Unidos, formada en 2004 por Joe Nickerson en el bajo, Eric Herrera en la guitarra, Tom Martin en la voz, Kevin Taylor en la guitarra y Brian Westbrook en la batería, con varios cambios de formación, los únicos miembros que siguen presentes son Joe Nickerson y Brian Westbrook.

## Miembros

### Miembros actuales
- Joe Nickerson : Guitarra (2004-presente)
- Mike Dreher : Bajo (2015-presente), Condition Critical, Legionary, Strychnia
- Ryan Taylor (alias Night Crawler) : Voz (2015-presente), miembro en concierto, Atomik, Condition Critical, Solstice (USA), Thrash Or Die
- Nick Timney : Guitarra (2013-presente), ex-Zombie Fighter
- Brian Westbrook : Batéria (2004-presente)

### Antiguos miembros
- Dave Hughes : Bajo (2011-2013)
- Rob Pellegri : Guitarra (2011-2015)
- Eric Herrera : Guitarra (2004-2011)
- Tom Martin : Voz (2004-2015)
- Kevin Taylor : Guitarra (2004-2010)

## Discografía

### Discos estudio
- 2007 - Necromantic Maelstrom
- 2008 - Toxic Zombie Onslaught
- 2010 - World Gone Dead
- 2011 - Super Retro Thrash
- 2012 - Born Of The Bomb
- 2017 - The Omniclasm

### Sencillos
- 2012 - Crossover Songs Are Too Damn Short
- 2013 - Lich King V: Stalemate
- 2015 - I Quit

### EP
- 2014 Do-Over